# Feuerschiff Dudgeon
Das Feuerschiff Dudgeon (englisch: Lightvessel No.11) war ein englisches Feuerschiff, das von 1951 bis 1991 auf wechselnden Feuerschiff-Positionen in der Irische See positioniert war. Es wurde 1951 für Trinity House durch Philip & Son Ltd in Dartmouth, England, gebaut. Heute wird es als schwimmendes Restaurant in Rotterdam  betrieben.

## Geschichte
Das Schiff wurde 1950–1951 im Auftrag der britischen Seefahrtsbehörde von der britischen Werft Philip and Son in Dartmouth als Stahlschiff erbaut. Es hat eine Länge von 119 ft, eine Breite von 25 ft, einen Tiefgang von 15 ft und die Baukosten betrugen £67.269.
Seit 1951 diente es als Feuerschiff auf der Station Dudgeon. Es war die zweite Feuerschiffstation von 1736 an der Nordseeküste vor den Dudgeon Shoals zwischen Norwich und Hull. Das Vorgängerschiff LV No.63 wurde 1940 durch die deutsche Luftwaffe bombardiert, nur ein Besatzungsmitglied überlebte. Dieser Vorfall diente als Film-Vorlage Man of the Lightship (1940). Als im Februar 1953 die Verankerung von LV 11 brach, wurde das Feuerschiff eingeholt und die Station aufgegeben. Von 1953 bis 1988 erfolgte der Einsatz auf den Stationen Morecambe Bay und St. Gowan. Nur 1963 und 1965 war ein Ersatz-Einsatz für das Feuerschiff No.23 Planet auf der Station Bar der Mersey Docks and Harbour Board (MDHB). Nach der Außerdienststellung erfolgte 1991 der Verkauf an Pound's Marine Service Ltd. nach Portsmouth für £20.000. Im Jahr 1995 wurde das Schiff weiterverkauft nach Rotterdam, Niederlande, zum Restaurant-Schiff umgebaut und in Breeveertien umbenannt. Nach mehrfachem Besitzer- und Restaurant-Wechsel seit 2014 wird es als ein britisches Gastro-Pub unter dem Namen „V11“ oder „Vessel 11“ betrieben.

Bilder vom englischen Feuerschiff No.11 in Rotterdam
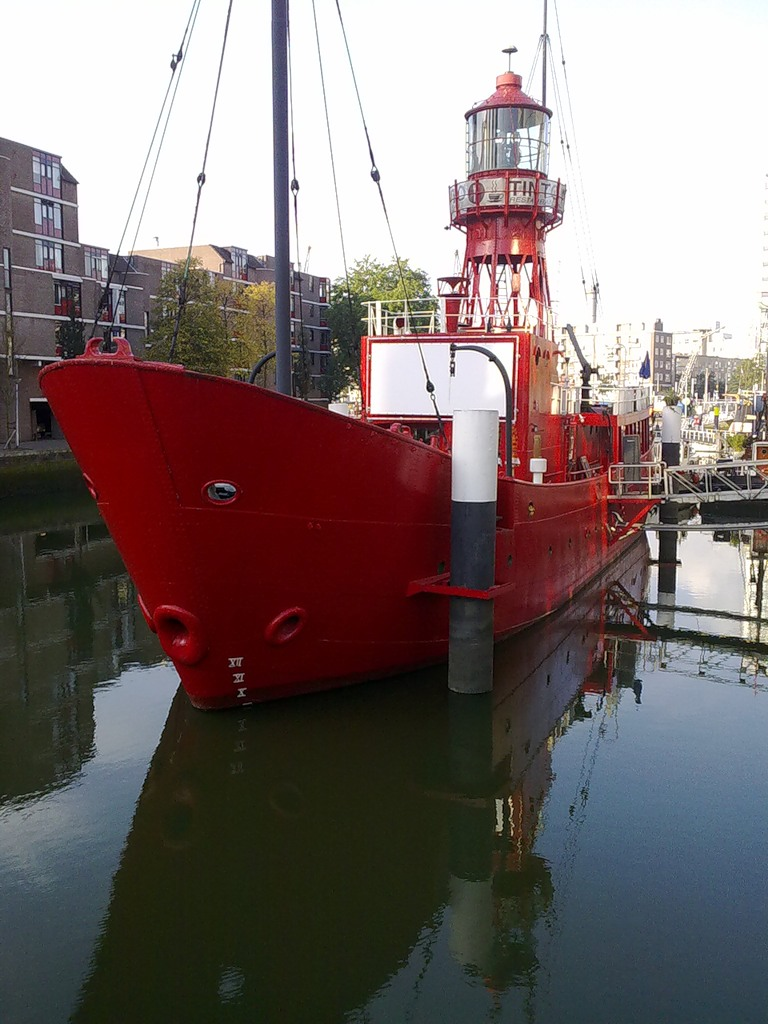
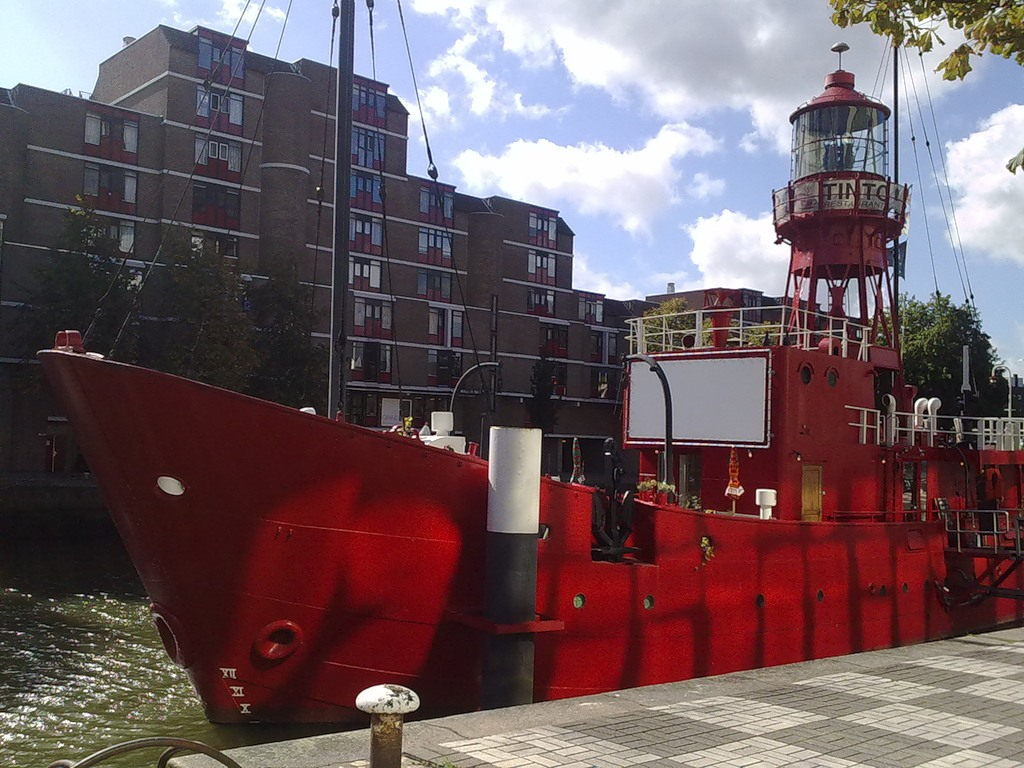
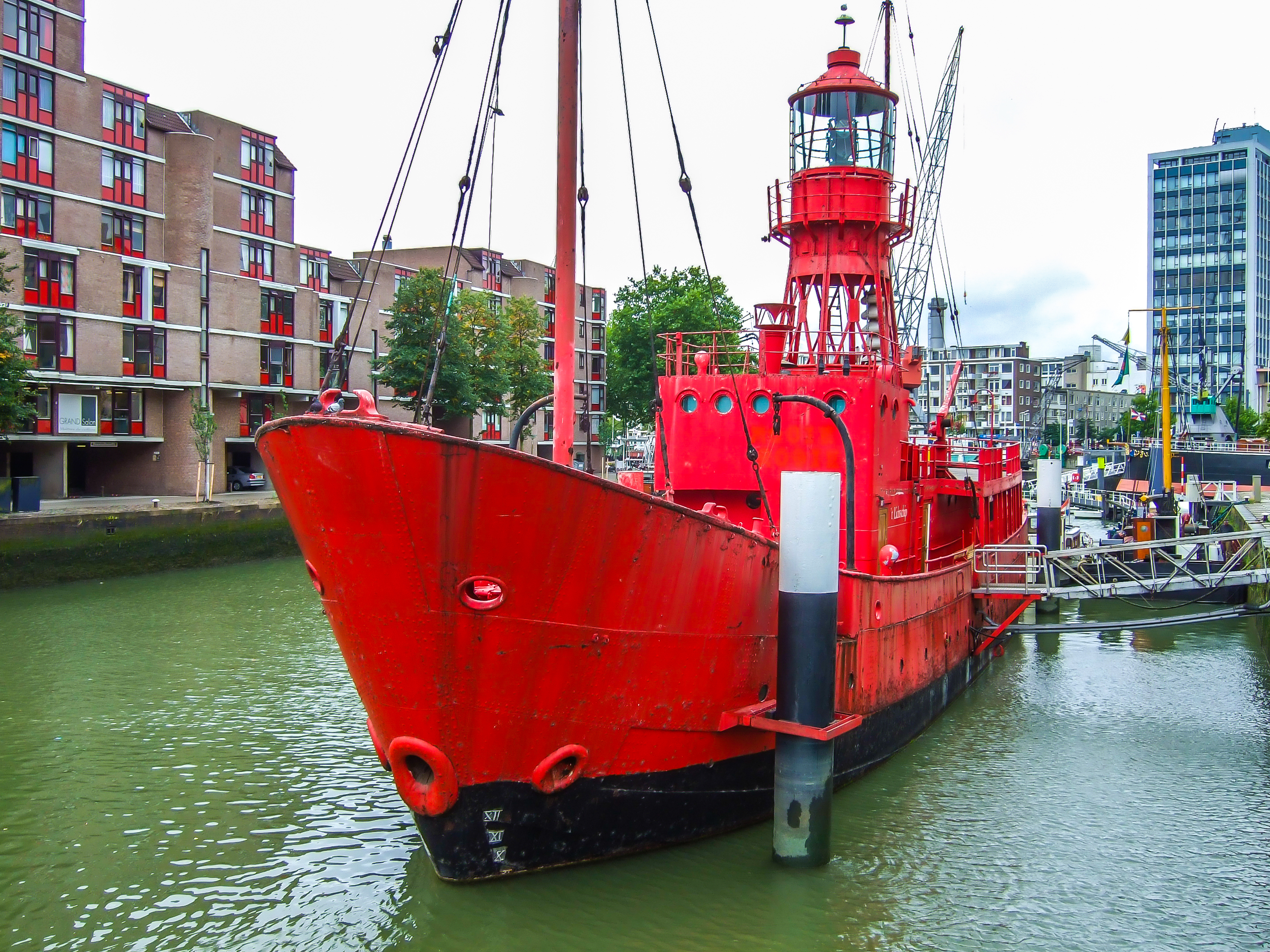